# Замостя (Камінь-Каширський район)
Замо́стя — село в Україні, у Прилісненській сільській громаді Камінь-Каширського району Волинської області. Населення становить 285 особи.
На західній околиці села знаходиться озеро Довге, на північний схід від села розташовані: озеро Охнич та поруч з ним орнітологічний заказник «Чорний бусел».
За 6 км на північ від села знаходиться Черемський природний заповідник.

## Історія
У 1906 році село Леликівської волості Ковельського повіту Волинської губернії. Відстань від повітового міста 81 верст, від волості 1. Дворів 17, мешканців 58.
До 26 липня 2016 року село входило до складу Карасинської сільської ради Маневицького району Волинської області.
У селі знаходиться церква Святої рівноапостольної Марії Магдалини, освячена у 2015 році.

## Люди
- Величко Владислав Васильович (1997—2023) — солдат Збройних Сил України, учасник російсько-української війни, що загинув у ході російського вторгнення в Україну 1 липня 2023 року у Донецькій області.

## Населення
Згідно з переписом УРСР 1989 року чисельність наявного населення села становила 321 особа, з яких 148 чоловіків та 173 жінки.
За переписом населення України 2001 року в селі мешкала 301 особа.

### Мова
Розподіл населення за рідною мовою за даними перепису 2001 року:
| Мова       | Відсоток |
| ---------- | -------- |
| українська | 99,67 %  |
| російська  | 0,33 %   |

## Галерея

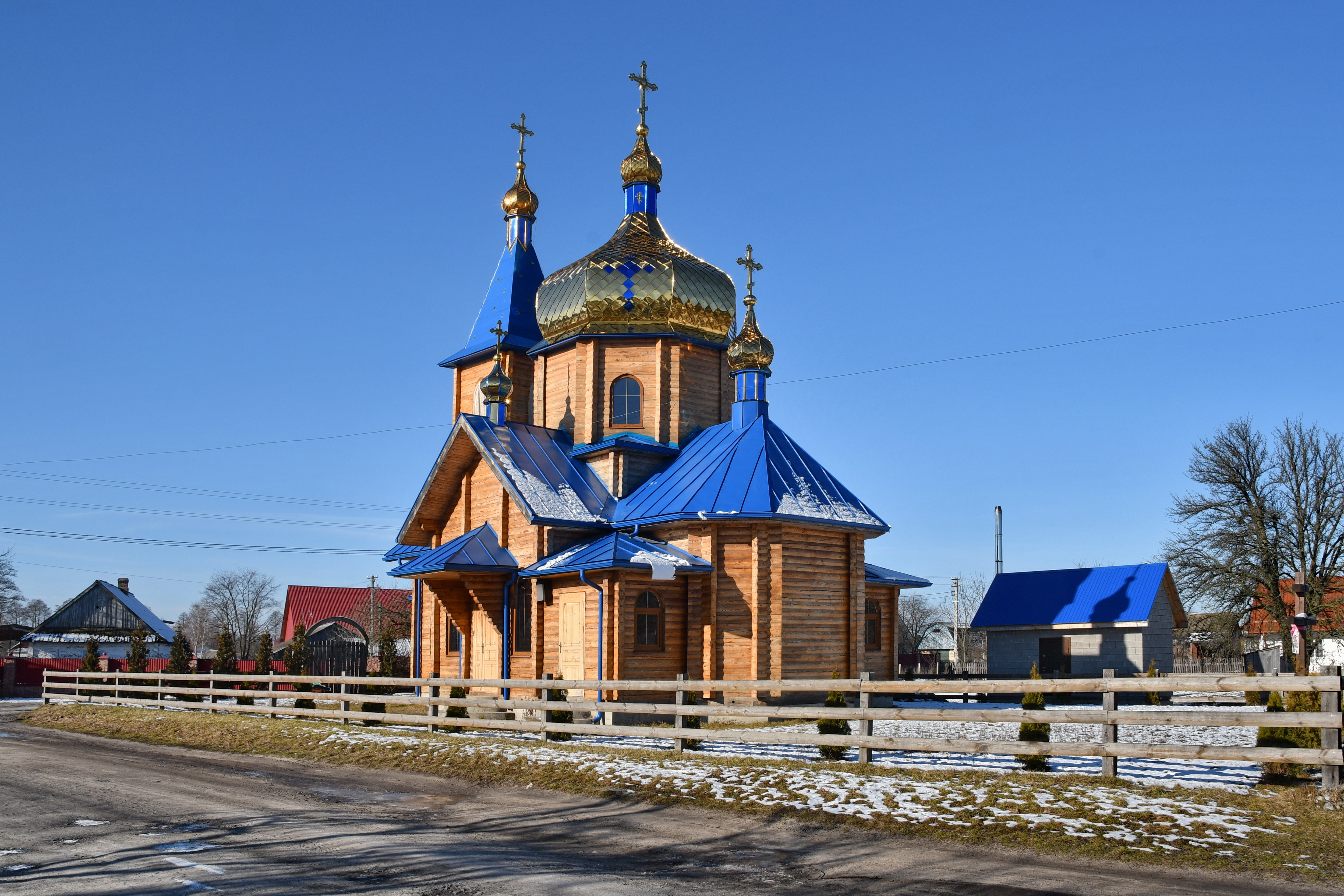
Церква Марії Магдалини
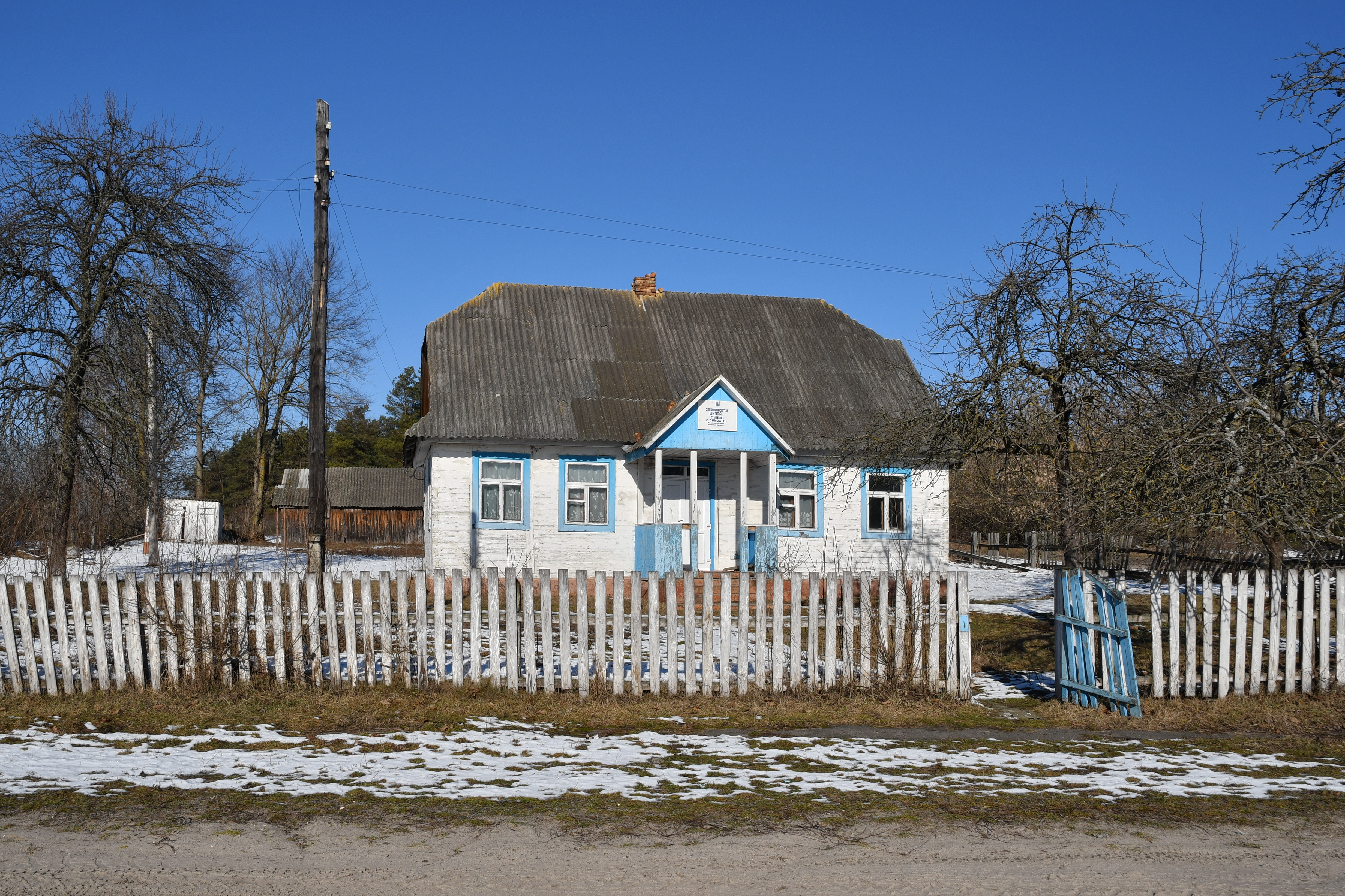
Школа І ступеня
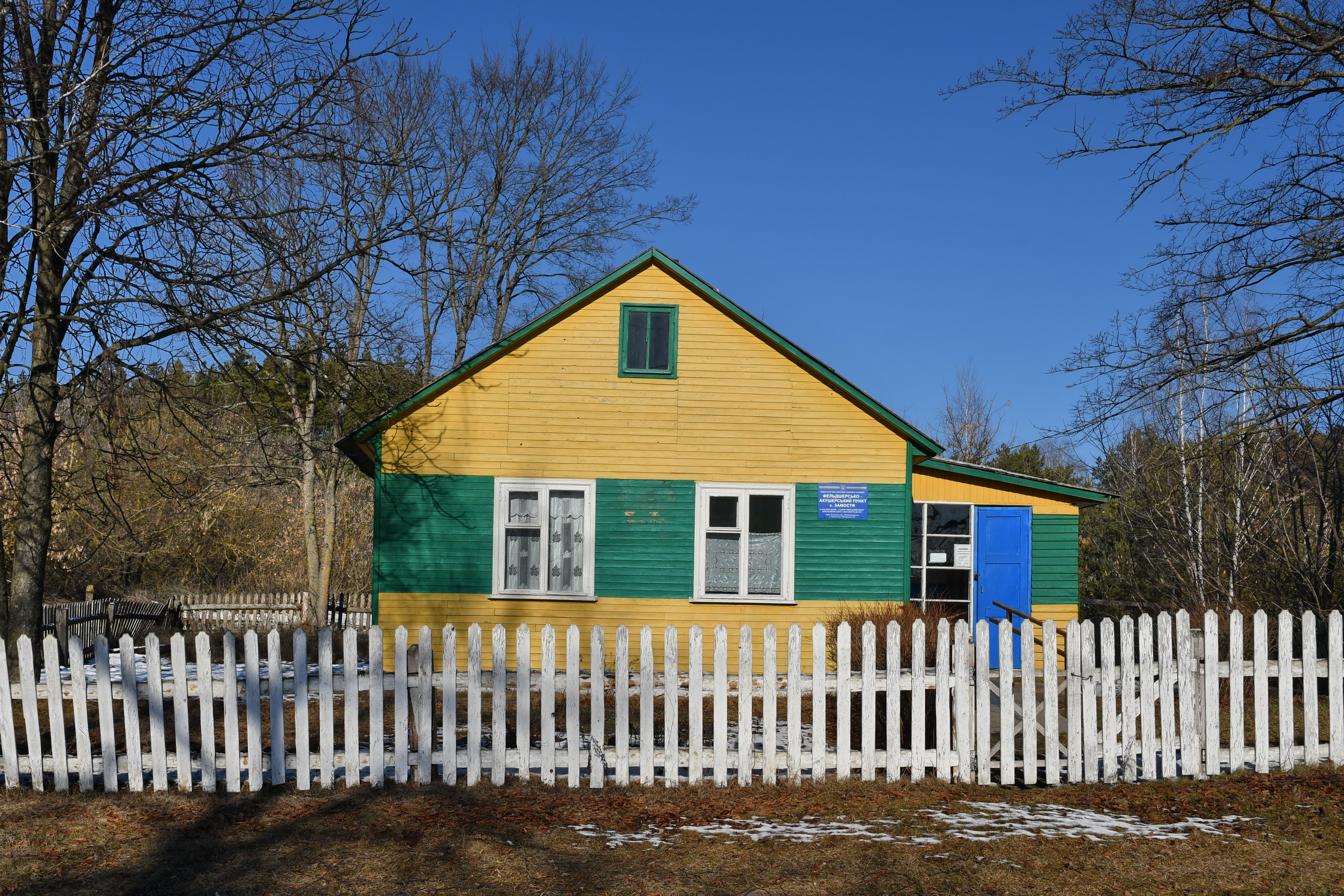
Фельдшерсько-акушерський пункт
Озеро довге
Озеро Охнич